# Sengerema
Sengerema ist eine Stadt in Tansania mit rund 77.000 Einwohnern (Stand 2012). Sie ist die Hauptstadt des Distriktes Sengerema in der Region Mwanza.

## Geografie

### Lage
Sengerema liegt südlich des Victoriasees zwischen der Regionshauptstadt Mwanza im Nordosten und Geita im Südwesten. Beide Städte sind etwa 30 Kilometer Luftlinie entfernt. Es sind jedoch mehr als 60 Straßenkilometer nach Mwanza, auch wenn man die Fähre zwischen Busisi und Kigongo über den Golf von Mwanza benutzt.

### Klima
Das Klima in Sengerema ist tropisch, Aw nach der effektiven Klimaklassifikation. Die trockenste Zeit ist der Sommer, die Durchschnittstemperatur schwankt nur wenig zwischen 21,3 Grad Celsius im Dezember und 23,1 Grad im Juni.
|                        | Jan  | Feb  | Mär  | Apr  | Mai  | Jun  | Jul  | Aug  | Sep  | Okt  | Nov  | Dez  |   |      |
| Mittl. Temperatur (°C) | 21,7 | 22,8 | 22,7 | 22,1 | 22,8 | 23,1 | 22,9 | 23   | 22,7 | 22,3 | 21,5 | 21,3 | ⌀ | 22,4 |
| Mittl. Tagesmax. (°C)  | 26,3 | 27,9 | 27,5 | 26,6 | 27,5 | 28,3 | 28,5 | 28,4 | 27,5 | 26,8 | 25,5 | 25,5 | ⌀ | 27,2 |
| Mittl. Tagesmin. (°C)  | 17,6 | 18,3 | 18,5 | 18,3 | 18,6 | 18,2 | 17,7 | 18,1 | 18,1 | 18,3 | 17,9 | 17,5 | ⌀ | 18,1 |
|                        |      |      |      |      |      |      |      |      |      |      |      |      |   |      |
| Niederschlag (mm)      | 113  | 92   | 128  | 135  | 49   | 20   | 8    | 35   | 68   | 149  | 200  | 176  | Σ | 1173 |

| 17,6 |

| 18,3 |

| 18,5 |

| 18,3 |

| 18,6 |

| 18,2 |

| 17,7 |

| 18,1 |

| 18,1 |

| 18,3 |

| 17,9 |

| 17,5 |

| 17,6 |

| 18,3 |

| 18,5 |

| 18,3 |

| 18,6 |

| 18,2 |

| 17,7 |

| 18,1 |

| 18,1 |

| 18,3 |

| 17,9 |

| 17,5 |

| Die Einwohnerzahl stieg von 13.745 bei der Volkszählung 1978 über 38.424 im Jahr 2002 auf 76.914 bei der Zählung 2012. | Hier fehlt eine Grafik, die leider im Moment aus technischen Gründen nicht angezeigt werden kann. Wir arbeiten daran! |

## Infrastruktur

### Krankenhaus
Das Krankenhaus wurde 1959 von den Barmherzigen Brüdern von St. Joannes de Deo und den Barmherzigen Schwestern von St. Charles Borromeo aus den Niederlanden gegründet. Mit der Einrichtung des Distriktes Sengerema im Jahr wurde es ein Distriktkrankenhaus, das jedoch weiterhin von der Diözese Geita betrieben wird.

### Bildung
- Die 1978 gegründete technische Fachschule bietet neben einer Berufsausbildung auch Grundkenntnisse in Wirtschaft und Politik sowie persönliche Weiterbildung.[6]
- Eine private Krankenpflegeschule bietet neben kürzeren Kursen auch eine vierjährige Ausbildung.[7]

### Verkehr
- Straße: Sengerema liegt an der befestigten Nationalstraße von Mwanza nach Geita.[8]
- Flughafen: Direkt in der Stadt befindet sich eine kurze Landebahn.

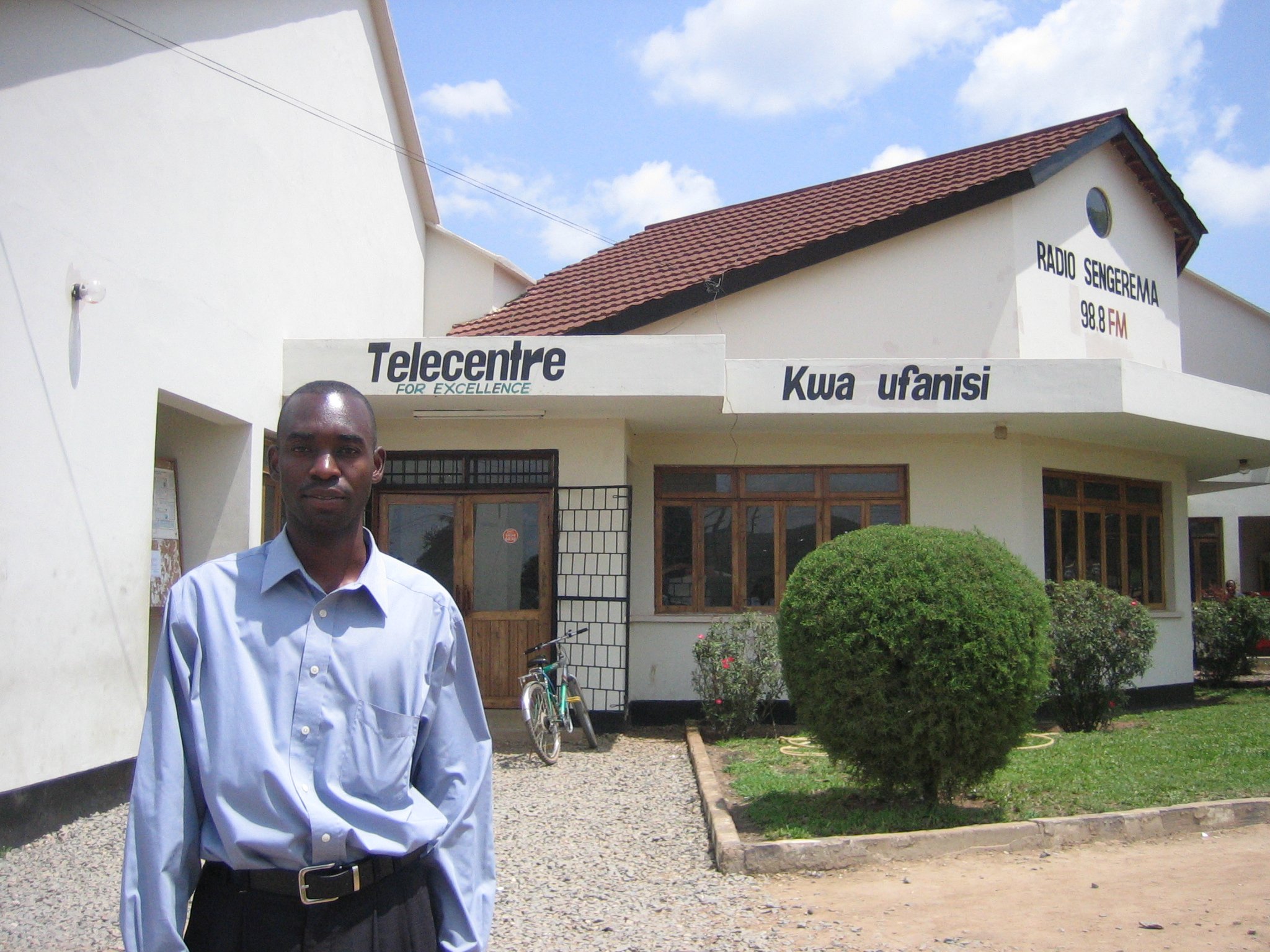
Das Gebäude von Radio Sengerema

### Radio
Der 2003 gegründete Radio Sengerema ist der erste von Frauen geführte Radiosender Tansanias.